# 白米里
白米里是位於中華民國高雄市岡山區西南的一個里。面積1.1150平方公里，包含10鄰，戶數919戶，人口2,393人。
本里位於岡山區西南，東北以舊台糖鐵路和劉厝里為界，西北以寶米路和協榮里相鄰，西以匯入典寶溪的圳溝和協榮里、福興里、石潭里為界，西南以典寶溪支流和梓官區中崙里為界，東南以五里林溪和橋頭區芋寮里、西林里相望。本里包括白米、鹽埔、潭裡三大聚落。